# 中山翔貴
中山 翔貴（なかやま しょうき、1999年3月18日 - ）は、日本の俳優。
東京都港区出身。ワタナベエンターテインメント所属。同事務所の若手俳優ユニットWAVEのメンバー。

## 来歴
1999年3月18日、タレントの中山秀征と元宝塚歌劇団娘役の白城あやかの長男として誕生。
青山学院初等部入学時より少年野球チームに所属。青山学院中等部に進学してからは野球部に入部（ポジションは外野手）。2014年4月、青山学院高等部に進学。野球部に入部し、外野手から投手に転向。1年夏からベンチ入り。2年生の時に腰椎分離症を患い、腰痛に悩まされながらも、治療とリハビリを行いながらエースピッチャーとしてチームを牽引。東東京大会ベスト16に駒を進めるも甲子園出場までに届かなかった。
2017年1月、高校3年生の時に母が出演した『エリザベートTAKARAZUKA20周年スペシャル・ガラ・コンサート』（東京公演）を観劇した。生の迫力と華やかな舞台で堂々と演じる母の姿に感銘を受け、芸能界に興味を持つ。
2017年4月、青山学院大学経営学部経営学科に入学。同校の硬式野球部に所属。入部当初から頭角を現していたが、高校時代に患った腰痛が再発。同年7月から投げ方をオーバースローからアンダースローに転向。アンダースローの名手、渡辺俊介投手（当時：千葉ロッテマリーンズ）や牧田和久投手（当時：埼玉西武ライオンズ）の動画を見ながら独学で投げ方を研究した。4年生の時には東都2部リーグ優勝（7年ぶりに1部昇格）に貢献したが、先の腰痛を含め自分の思い通りのプレーができなくなる症状イップスに悩まされて次第に野球選手としての限界を感じ、プロ野球選手になる夢を諦めざるを得なくなった。大学卒業後の進路を考えるにあたり、在京キー局のアナウンサー試験を受けるも採用に至らなかった。
企業への就職は断念し「芸能界に進み、役者になりたい」と両親に打ち明けた。両親は特に反対しなかったが、芸能界は華やかな面だけではないことや時に二世タレントと揶揄される可能性なども説き「誠実で謙虚に務め、一生懸命仕事に取り組むように」という助言を翔貴に与えた。
2021年、大学卒業と同時にワタナベエンターテインメントに所属。およそ1年の間、同事務所の養成所で演技や発声練習を基礎などを学ぶ。
2022年4月、テレビ東京系列「ドラマ24」のテレビドラマ「しろめし修行僧」にて主人公の弟・米田つぶあん役で俳優デビュー。

## 人物
- 家族は両親、弟が3人いる[15][注 1]
- 趣味：野球漫画を読むこと（特に「MAJOR」を好んでいる）[1] 、野球（大学卒業後も草野球は続けている）、ゴルフ
- 憧れ・尊敬する人物：山田孝之、大谷翔平
- 好きな食べ物：家系ラーメン、ハンバーグ[5] / 嫌いな食べ物：バナナ

## 出演

### テレビドラマ
- しろめし修行僧（2022年4月9日 - 6月25日、テレビ東京） - 米田つぶあん 役[17]
- 警視庁強行犯係 樋口顕 Season2 第8話（2022年9月2日、テレビ東京） - 本木新 役
- 闇金ウシジマくん外伝 闇金サイハラさん（2022年9月21日 - 12月28日、MBS/TBS系列） - エイゴ 役
- 藤子・F・不二雄 SF短編ドラマ「定年退食」（2023年4月16日、NHK BSプレミアム・NHK BS4K）
- ドラフトキング 第2話・第5話・第6話（2023年5月6日・13日、WOWOW） - 真田丸謙吾 役[18]
- ケイジとケンジ、時々ハンジ。 第4話（2023年5月4日、テレビ朝日） - 二川瞬也 役
- アドリブ推理ドラマ「ミステリープレイヤーズ」（2023年7月11日、日本テレビ） - 秀司 役[19]
- 下剋上球児 第1話・第7話 - 第10話（2023年10月15日・11月26日 - 12月17日、TBS） - 阪大輔 役[20]
- くるり〜誰が私と恋をした?〜 第6話（2024年5月14日、TBS） - 隼人 役[21]
- ダブルチート 偽りの警官 Season1 第4話（2024年5月17日、テレビ東京・WOWOW） - 日置悠哉 役[22]
- 9ボーダー 第8話 - 最終話（2024年6月7日 - 21日、TBS） - 芝田尚希 役[23]
- わたしの宝物（2024年10月17日 - 12月19日、フジテレビ） - 木下英二 役[24]
- 無能の鷹 第3話（2024年10月25日、テレビ朝日）
- 連続テレビ小説 おむすび（2024年、NHK） - 大河内勇樹 役
- ショートドラマSP 犬系男子（2025年3月22日、朝日放送テレビ） -  堂減翔貴 役[25]

### ネットドラマ
- 食パン修行僧（2022年6月21日、ひかりTV） - 主演・米田つぶあん 役[26]
- 改札で止まっちゃったら 第7話（2023年1月12日、LINE NEWS VISION） - 横山 役
- ポテトピクチャーズ（Youtube）
  - 友達以上恋人未満の関係「好きって言ったらどうする？」（2023年5月26日） - 勘太 役
  - 真夜中の夜の口づけ「5秒間だけ目をつぶって」（2023年6月9日）
  - 恋愛依存な私「本当に私のこと好き？」（2024年1月19日） - ユウ 役
- 沈黙の艦隊 シーズン1 〜東京湾大海戦〜（2024年2月9日、Amazon Prime Video） - 橋谷英範 役[27]
- 恋愛バトルロワイヤル（2024年8月29日、Netflix） - 梨木祐真 役[28]

### テレビ番組
- ゴッドタン #795（2022年12月18日、テレビ東京）
- 踊る!さんま御殿!!（2024年1月16日、日本テレビ）[29]
- 有吉ゼミ2時間SP（2024年2月26日、日本テレビ） - 「チャレンジグルメ」コーナー出演[30]
- 最強スポーツ男子頂上決戦2024（2024年5月3日、TBSテレビ）[31]
- おしゃれクリップ（2024年6月16日、日本テレビ） - VTR出演[32]
- 高校野球ダイジェスト（2024年7月11日〈予定〉 - 、テレビ埼玉） - みたらし祭り・りゅうせい、石井祐里枝と共演[33]

### 映画
- 沈黙の艦隊（2023年9月29日、東宝） - 橋谷英範 役
- うかうかと終焉（2023年10月13日、マジックアワー） - 村井均 役[34][35]

- BLUE FIGHT 〜蒼き若者たちのブレイキングダウン〜（2025年1月31日、ギャガ / YOAKE FILM配給） - タケ 役[36]

- ウルトラマンアーク THE MOVIE 超次元大決戦！光と闇のアーク（2025年2月21日、バンダイナムコフィルムワークス・円谷プロダクション） - 武川モトキ 役[37]

### 舞台
- KUNIO16『ゴドーを待ちながら』（2024年6月22日 - 30日、KAAT神奈川芸術劇場 中スタジオ）[38]（中止）[注 2]
- 舞台『クレイジーレイン』（2025年3月5日 - 9日、新宿シアタートップス）[40]

### CM
- 日本マニュファクチャリングサービス「がんばるあなたに、再就職。」篇（2024年10月11日 - ）小日向文世と共演[41]